# دیمپل هایاتی
دیمپل هایاتی (به انگلیسی: Dimple Hayathi) (زاده ۲۱ اوت ۱۹۹۸) بازیگر هندی است.
از کارهای معروف او می‌توان به بازی در فیلم روح ۲، گادالاکندا گانش و عجیب غریب اشاره کرد.